# ناجية سلطان
أمينة ناجية سلطان (بالتركية العثمانية: امینه ناجیه سلطان) (25 أكتوبر 1896 – 4 ديسمبر 1957) هي أميرة عثمانية والدها هو الأمير شاهزاده سليم سليمان وجدها هو السلطان عبد المجيد الأول.